# 丝莱龙属
絲萊龍（學名：Seeleyosaurus）是蛇頸龍亞目的一屬，過去曾是蛇頸龍的一種，生存於侏儸紀早期的歐洲。屬名是以英國古生物學家哈利·絲萊（Harry Govier Seeley）為名。